# حالة عدم الانزلاق
في ديناميكا الموائع تكون سرعة المائع مساوية للصفر عند الحواجز والحدود الصلبة ( كالصخور) و تعرف هذه الحالة باسم حالة عدم الانزلاق (بالإنجليزية:The no slip condition) حيث يكون المائع ملامس للسطح الصلب وسرعته صفر بالنسبة له ولايحدث أي انزلاق علي السطح.

## تأثير اللزوجة
تعتبر خاصية اللزوجة هي المسئولة عن حالة عدم الانزلاق وعن تكون الطبقة الحدية (بالإنجليزية:Boundary layer).
إذا افترضنا وجود مائع ملامس لسطح صلب فإن الطبقة الملامسة للسطح تكون سرعتها مساوية للصفر وبسبب قوي الاحتكاك الناشئة بين طبقات المائع نتيجة اللزوجة تعمل هذه الطبقة علي تقليل سرعة الطبقة التي فوقها وهكذا

و تعرف منطقة السريان المجاورة لحائط السطح الصلب حيث تتضح تأثيرات اللزوجة بالطبقة الحدية.

## انفصال السريان
عند دفع المائع للسريان علي سطح منحني مثل جانب إسطوانة فإن الطبقة الحدية ربما لا تظل مرتبطة بالسطح وتنفصل عنه فيما يعرف بظاهرة انفصال السريان (بالإنجليزية:Flow separation). وتحدث حالة عدم الانزلاق أسفل منطقة الانفصال.